# Municipio de Colchester (Inglaterra)
Colchester es un distrito no metropolitano con el estatus de municipio, ubicado en el condado de Essex (Inglaterra). Tiene una superficie de 329,08 km². Según el censo de 2001, Colchester estaba habitado por 155 796 personas y su densidad de población era de 473,43 hab/km².